# Руда (Ґарволінський повіт)
Руда (пол. Ruda) — село в Польщі, у гміні Троянув Ґарволінського повіту Мазовецького воєводства.
Населення — 159 осіб (2011).
У 1975-1998 роках село належало до Седлецького воєводства.

## Демографія
Демографічна структура станом на 31 березня 2011 року:
|          | Загалом | Допрацездатний вік | Працездатний вік | Постпрацездатний вік |
| -------- | ------- | ------------------ | ---------------- | -------------------- |
| Чоловіки | 84      | 20                 | 58               | 6                    |
| Жінки    | 75      | 18                 | 40               | 17                   |
| Разом    | 159     | 38                 | 98               | 23                   |